# Igreja de Santo António (Ilha de Moçambique)
A Igreja de Santo António ou Capela de Santo António localiza-se no interior do Fortim de Santo António, na ilha de Moçambique e cidade de mesmo nome, na província de Nampula, em Moçambique.

## História
A sua construção deverá remontar ao século XVI.
Faz parte do Conjunto da Ilha de Moçambique classificado pela UNESCO, em 1991, Património Mundial da Humanidade.

## Características
Capela bastante simples de arquitetura religiosa maneirista, com planta longitudinal composta por nave e capela-mor mais estreita. É iluminada unicamente por três janelas abertas na fachada esquerda e capela-mor. É contrastante o carácter erudito da fachada principal, com o portal flanqueado por suas ordens de pilastras e protegido por porta de duas folhas de madeira, almofadadas. Todas as fachadas são rebocadas e pintadas de branco.

## Cronologia
- 1820 - encontrava-se abandonada nesta data, tendo sido alvo de recuperação e refeita a capela-mor
- 1822 - ainda se encontrava em estado de abandono
- 1969 - foi totalmente reconstruída[1]

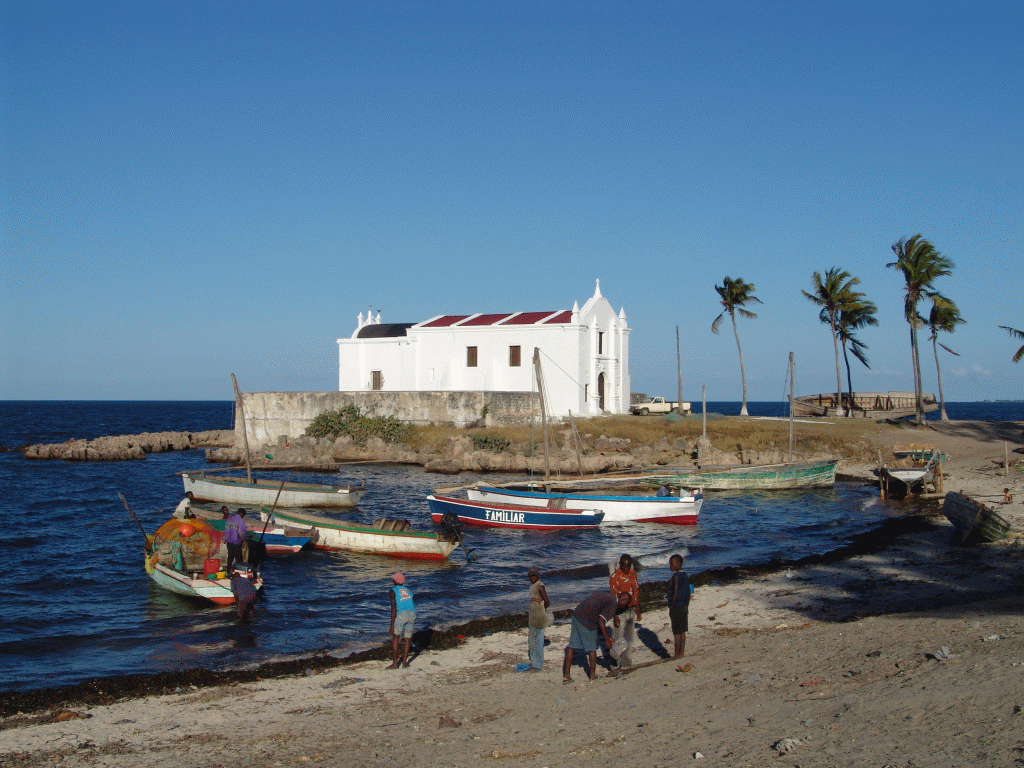
Fachada esquerda
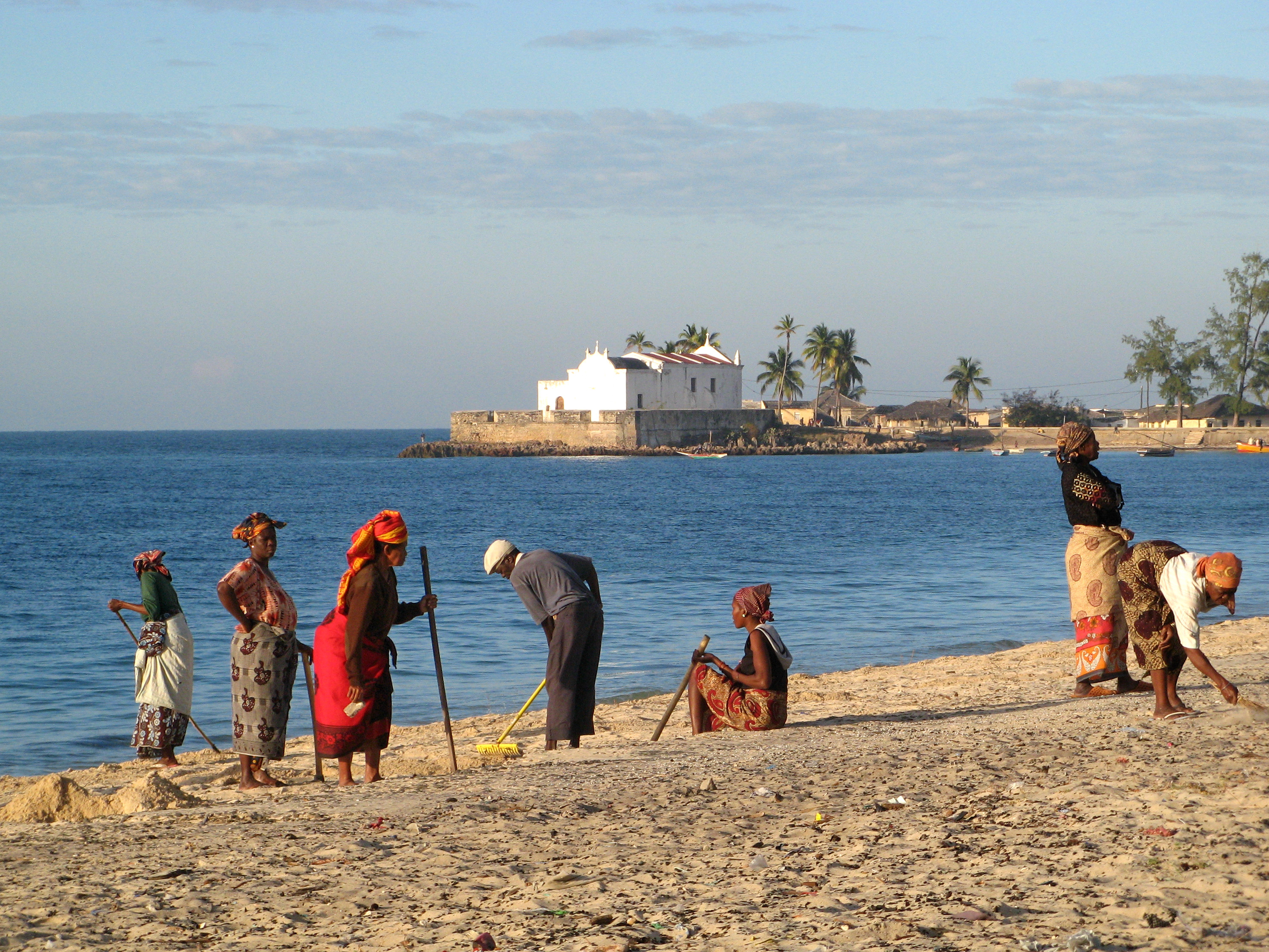
Fachada posterior
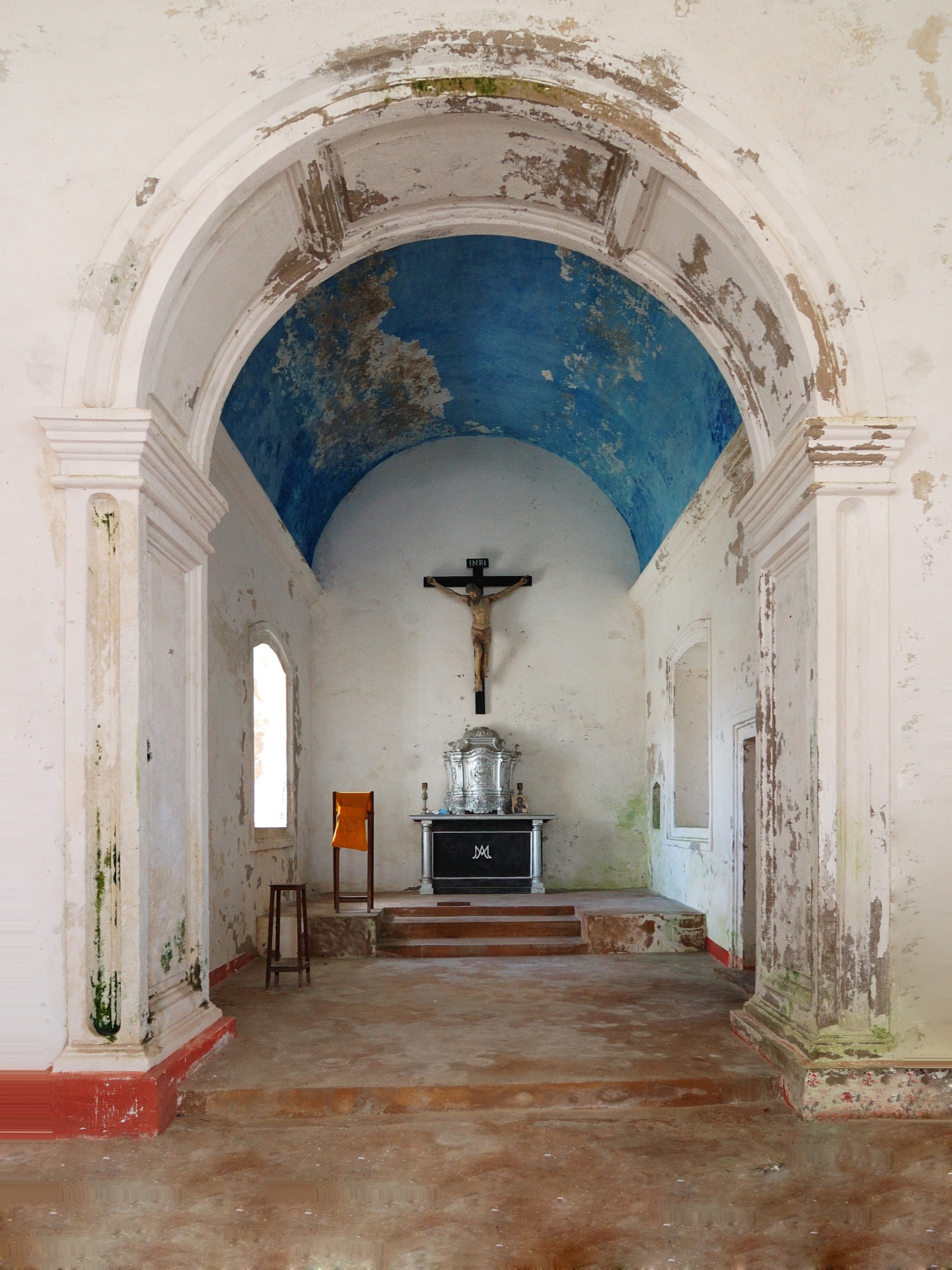
Capela-mor